# Oreobates sanctaecrucis
Oreobates sanctaecrucis is een kikker uit de familie Strabomantidae en werd voor het eerst wetenschappelijk beschreven door Harvey en Keck in 1995. De soort komt voor in Bolivia in de provincie Santa Cruz en Cochabamba op hoogtes van 1000 tot 2150 meter boven het zeeniveau.